# 보스호트 2호

보스호트 1호와 달리 2호에는 에어락이 있다.

보스호트 2호(러시아어: Восход-2, 영어: Voskhod 2)는 1965년 3월 18일에 발사되었으며, 우주 비행사 알렉세이 레오노프는 비행 도중 세계 최초로 우주보행(spacewalk, 선외활동)에 성공했다. 참고로, Voskhod는 영어로 Sunrise를 의미한다.

## 역사
OKB-1에서 보스포트 2호 유인우주선을 개발, 제작했다.
레오노프와 동료 우주 비행사 파벨 벨랴예프(Pavel Belyayev, 1925~1970)가 지구로 복귀를 준비하는 동안, 우주선이 잘못된 방향으로 가고 있음을 깨달았다. 이로 인해 지구를 한 바퀴 더 돌아서야 궤도를 바꿀 수 있었으며, 자동착륙시스템의 고장으로 착륙 위치도 바꿔야만 했다. 두 명의 비행사는 낙하산에 연결된 캡슐을 타고 솔리캄스크 서쪽에 있는 어퍼 카마 업랜드(Upper Kama Upland)의 우랄산맥 삼림지대에 떨어졌으며, 구조될 때까지 하룻밤 동안 숲 속에 갇혀 있었다. 그 후로 보스호트 미션은 더 이상 수행되지 않았는데, 이는 아마도 소유즈 프로그램이 거의 완성에 가까웠기 때문에 소유즈 프로그램에 집중하기 위해서였을 것이다.
착륙한 캡슐은 모스크바 인근 코롤료프에 위치한 RSC 에네르기아(OKB-1)의 박물관에 전시되어 있다.

## 관련기록
- 보스토크 1호 - 유리 가가린, 세계 최초 우주비행
- 보스호트 2호 - 알렉세이 레오노프, 세계 최초 우주보행(spacewalk, 선외활동)

## 영화
2017년 스페이스 워커라는 영화를 러시아에서 제작했다.